# Bonatea indecisa
Bonatea indecisa är en fjärilsart som beskrevs av Paul Dognin 1913. Bonatea indecisa ingår i släktet Bonatea och familjen mätare. Inga underarter finns listade i Catalogue of Life.